# Mezlocilină
Mezlocilina este un antibiotic din clasa penicilinelor, subclasa ureidopeniciline (acil-aminopeniciline), care a fost utilizat în tratamentul unor infecții bacteriene. Era utilizată pentru infecții complicate produse de bacterii Gram-negative, inclusiv cele cu Pseudomonas aeruginosa. Prezintă un profil similar cu piperacilina și azlocilina.

## Sinteză

Sinteza mezlocilinei: